# فرد فيراري
فرد فيراري (بالإنجليزية: Fred Ferrari)‏ (22 مايو 1901 المملكة المتحدة - 6 أغسطس 1970 شفيلد المملكة المتحدة) هو لاعب كرة قدم بريطاني سابق كان يلعب كمهاجم.